# Ronn Moss
Ronald Montague Moss (Los Ángeles, California; 4 de marzo de 1952) conocido como Ronn Moss, es un actor, músico y cantante estadounidense integrante del grupo de rock Player. Trabajó en varias películas y series de televisión como The Bold and the Beautiful en 1987.

## Biografía

### Primeros años y carrera con Player
Nacido en Los Ángeles, California en 1952, Ronn Moss se sintió originalmente atraído al campo musical del rock & roll. A los 11 años de edad comenzó su aprendizaje, primero en la batería, después guitarra y el bajo eléctrico. Incluso, antes de cumplir la edad requerida para tocar legalmente en clubs y bares, cantaba y tocaba el bajo en las bandas que él mismo formaba para tocar y cantar en cientos de pequeños lugares de su ciudad de origen.
Hacia 1976 Ronn unió su fuerza creativa con la de tres colegas Peter Beckett, J.C. Crowley y John Friesen, para formar el grupo musical de rock "Player". Su música llamó la atención del empresario y productor Robert Stigwood, quien los contrató para RSO Records, donde produjeron los álbumes Player y Danger Zone. Posteriormente al cambiar de discográfica, con  Casablanca Records, en 1980 produjeron el álbum "Room With a View." Al salir a la venta estos álbumes, se fueron de gira por varios países. Durante las tres primeras semanas de 1978, su sencillo "Baby Come Back" ocupó la posición #1 en las carteleras pop nacionales y "Player", de acuerdo a los votos, estuvo en la lista de honor de Billboard de los nuevos y mejores artistas de singles de 1978.
Actualmente Ronn ha formado equipo con Peter Beckett y lanzaron su quinto CD como el grupo "Player" titulado "Lost in Reality", disponible a través de River North Records o en la red en PlayerTheBand.com. Una recopilación de "Best of Player" también se encuentra disponible en el sitio web. Ronn también acaba de sacar a la venta su primer CD como solista titulado "I'm Your Man".

## Vida personal
Moss se casó con la actriz Shari Shattuck (quien protagonizó a Ashley Abbott en The Young and the Restless a finales de 1990) desde enero de 1990 y julio de 2002. Juntos tienen dos hijas: Creason Carbo, nacida el 26 de febrero de 1994 y Calee Maudine, nacida el 19 de noviembre de 1998. Vive con su segunda esposa, Devin DeVasquez,  con quien se casó el 25 de septiembre de 2009.